# Willy Scheuer
 (août 2025).
Motif : Pas de source secondaire centrée d’ampleur nationale, absent des dictionnaires biographiques alsaciens pourtant bien fournis. Aucun titre national remporté pendant sa présidence.
- Archive Wikiwix
- Bing
- Cairn
- DuckDuckGo
- E. Universalis
- Gallica
- Google
- G. Books
- G. News
- G. Scholar
- Persée
- Qwant
- (zh) Baidu
- (ru) Yandex
- (wd) trouver des œuvres sur Wikidata

| 1. | Préciser le motif de la pose du bandeau. | Précisez le motif de la pose du bandeau en utilisant la syntaxe suivante : {{admissibilité à vérifier\|date=août 2025\|motif=remplacez ce texte par le motif}}                     |
| 2. | Informer les utilisateurs concernés.     | Pensez à avertir le créateur de l'article, par exemple, en insérant le code ci-dessous sur sa page de discussion : {{subst:avertissement admissibilité à vérifier\|Willy Scheuer}} |

Pour les articles homonymes, voir Scheuer.
Willy Scheuer est un dirigeant français du Racing Club de Strasbourg.
Il exerce la fonction de président du club de juin 1952 à mars 1960.